# Condado não metropolitano
Um condado não metropolitano, ou condado shire, é uma entidade ao nível do condado em Inglaterra que não é um condado metropolitano. Os condados, em média, têm entre 300 000 e 1,4 milhões de habitantes. O termo condado shire é, contudo, uma designação não oficial. Muitos dos condados não metropolitanos têm nomes históricos e muitos terminam com o sufixo -shire como Wiltshire ou Staffordshire. Dos restantes, alguns condados perderam o sufixo shire e outros viram este termo retirado, tal como Devon e Somerset. Um "condado shire" é, estritamente falando, uma tautologia pois o termo francês  derivado de "condado" significa o mesmo que a antiga palavra anglo-saxónica "shire".
| Serviço                    | Condado não metropolitano | Distrito não metropolitano | Autoridades unitárias da Inglaterra |
| -------------------------- | ------------------------- | -------------------------- | ----------------------------------- |
| Educação                   | Sim                       |                            | Sim                                 |
| Habitação                  |                           | Sim                        | Sim                                 |
| Aplicações de Planeamento  |                           | Sim                        | Sim                                 |
| Planeamento Estratégico    | Sim                       |                            | Sim                                 |
| Planeamento de Transportes | Sim                       |                            | Sim                                 |
| Transporte de Passageiros  | Sim                       |                            | Sim                                 |
| Autoestradas               | Sim                       |                            | Sim                                 |
| Bombeiros                  | Sim                       |                            | Sim                                 |
| Serviçoes Sociais          | Sim                       |                            | Sim                                 |
| Bibliotecas                | Sim                       |                            | Sim                                 |
| Lazer e Recreio            |                           | Sim                        | Sim                                 |
| Recolha de Resíduos        |                           | Sim                        | Sim                                 |
| Depósitos de Lixo          | Sim                       |                            | Sim                                 |
| Saúde Ambiental            |                           | Sim                        | Sim                                 |
| Cobrança de Receitas       |                           | Sim                        | Sim                                 |